# Suzana Lazović
Suzana Lazović (Podgorica, 28 de janeiro de 1992) é uma handebolista profissional montenegrina, medalhista olímpica.
Suzana Lazović fez parte do elenco da medalha de prata inédita da equipe montenegrina, em Londres 2012.